# Nacionalni centar za vanjsko vrednovanje obrazovanja
Nacionalni centar za vanjsko vrednovanje obrazovanja je javna ustanova nadležna za organizaciju i provođenje državne mature, nacionalnih ispita i ostalih ispita temeljenih na nacionalnim standardima.
Ono određuje zadatke za državno natjecanje i tzv. malu maturu iz hrvatskog jezika te matematike.